# Omologia ciclica
In matematica, l'omologia ciclica è un aspetto dell'algebra omologica. È stata definita nel 1983 da Alain Connes come una successione di gruppi indicata come:
HCn(R).
Può generalmente essere definita come una certa procedura generale per associare una successione ciclica di gruppi abeliani o moduli con un dato oggetto matematico (come ad esempio uno spazio topologico o un gruppo).